# Øystese Futsal
L'Øystese Futsal è stata una squadra norvegese di calcio a 5, con sede ad Øystese, facente parte della polisportiva Øystese Idrettslag.

## Stagione
L'Øystese Futsal ha partecipato alla Futsal Eliteserie 2010-2011. Ha giocato la prima partita in questa lega in data 26 novembre 2010, pareggiando per 2-2 contro il Nidaros. La squadra ha chiuso quella stagione al 9º posto finale, retrocedendo pertanto in 1. divisjon.

## Stagioni precedenti
- 2010-2011